# Joseph Boakai
Joseph Nyumah Boakai  (sinh ngày 30 tháng 11 năm 1944) là chính trị gia Liberia, giữ chức Phó Tổng thống Liberia từ tháng 1 năm 2006 đến tháng 1 năm 2018, phục vụ dưới quyền Tổng thống Ellen Johnson Sirleaf. Trước đây, ông là Bộ trưởng Bộ Nông nghiệp từ năm 1983 đến năm 1985.